# Prevención de ejecución de datos
Prevención de ejecución de datos (DEP, Data execution prevention en inglés) es una característica de seguridad incluida en sistemas operativos modernos.
Está disponible en los sistemas operativos Linux, Mac OS X, y Microsoft Windows y su función es la de prevenir que una aplicación o servicio se ejecute desde una región de memoria no ejecutable. Esto impide que ciertos exploits copien código en memoria vía desbordamiento de buffer. DEP se ejecuta en dos modos: DEP ejecutado por hardware, para CPUs que pueden marcar páginas de memoria como no-ejecutables, y DEP ejecutado por software, con una prevención limitada para CPUs sin soporte de hardware. DEP ejecutado por software no protege de la ejecución de código en páginas de datos, pero si de otro tipo de ataque (SEH overwrite o sobre-escritura SEH).
DEP fue introducido en Linux en el año 2000, en Windows en el 2004 con Windows XP Service Pack 2, mientras que Apple introdujo DEP en el 2006.